# معركة الإسكندرية (1801)
معركة الإسكندرية أو حصار الإسكندرية (بالإنجليزية: Siege of Alexandria)‏ (بالفرنسية: Siège d'Alexandrie)‏ ، حدثت المعركة بين الجيش البريطاني والجيش الفرنسي بتاريخ 17 أغسطس إلى 2 سبتمبر 1801 والتي أنتصر فيها الجيش البريطاني في مدينة الإسكندرية المصرية ، وبداية النهاية للهيمنة الفرنسية على مصر والشام.

## المصدر
1. ↑  Barthorp p. 29 A total of 35 battalions